# Homoeocera modesta
Homoeocera modesta är en fjärilsart som beskrevs av Max Wilhelm Karl Draudt 1915. Homoeocera modesta ingår i släktet Homoeocera och familjen björnspinnare. Inga underarter finns listade i Catalogue of Life.